# Oblężenie Syrakuz (214–211 p.n.e.)
Oblężenie Syrakuz – oblężenie sycylijskiego miasta Syrakuzy przez legiony rzymskie dowodzone przez Marka Klaudiusza Marcellusa, które miało miejsce w czasie II wojny punickiej i trwało od roku 214 do 211 p.n.e. Oblężenie zakończyło się zdobyciem miasta i rzezią jego mieszkańców.

## Przyczyny konfliktu
W roku 214 p.n.e., po śmierci wieloletniego władcy Syrakuz Hierona II, który pod koniec I wojny punickiej (248 p.n.e.) zawarł z Rzymem układ pokojowy (foedus), w mieście wzięło górę stronnictwo prokartagińskie, którego celem było wyparcie Rzymian z Sycylii. Rzym wysłał przeciwko Syrakuzom flotę i 4 legiony pod wodzą Marka Klaudiusza Marcellusa, którego wspomagał prokonsul Appiusz Klaudiusz. Syrakuzy posiadały mocne mury miejskie oparte o wzgórza i skalisty brzeg, co czyniło miasto trudnym do zdobycia. Dodatkowym atutem obrońców była obecność w mieście powszechnie znanego naukowca i wynalazcy Archimedesa.

## Przebieg zmagań
Po wzniesieniu obozu, Rzymianie przystąpili do wstępnych rokowań, a gdy te nic nie dały, do działań zbrojnych. Szturm rozpoczęła piechota, która próbowała rozbijać mury taranami. Równocześnie od morza rozpoczął się atak okrętów rzymskich, na których ustawiono machiny oblężnicze sambuca. Były to szerokie pomosty, po których żołnierze próbowali wdzierać się na mury. Obrona Syrakuzan była jednak skuteczna, Archimedes opracował rozstawienie balist i katapult, które skutecznie raziły Rzymian kamieniami i innymi pociskami. Rzymskich żołnierzy ostrzeliwali także łucznicy zza wykonanych w murze otworów. Podobnie niepowodzeniem zakończyły się zarówno ataki od strony lądu, jak i od morza. Ostrzeliwani i obrzucani pociskami z murów Rzymianie ponosili znaczne straty.
Po tych porażkach Marcellus rozpoczął blokadę miasta, odsyłając część sił przeciwko innym miastom greckim sprzymierzonym z Syrakuzami. Tymczasem Kartagińczycy wysłali na Sycylię wojska w sile 25 000 piechoty, 3 000 jazdy i 12 słoni pod wodzą Himilkona. Pomimo usilnych prób Himilkonowi nie udało się jednak przerwać blokady rzymskiej wokół Syrakuz, wobec czego rozłożył się on obozem poza miastem na źle wybranym bagnistym obszarze. Okazało się to poważnym błędem: w obozie kartagińskim wybuchła zaraza, która pochłonęła niemal całą armię Himilkona. W tej sytuacji, w roku 211 p.n.e., pozbawione nadziei na kartagińską odsiecz, Syrakuzy poddały się Rzymianom. 
Przyczyną upadku Syrakuz była ponoć zdrada niektórych członków arystokracji, którzy wpuścili Rzymian do miasta. Syrakuzy zostały doszczętnie złupione, a mieszkańcy którzy nie padli ofiarą rzezi, zostali przez Rzymian sprzedani w niewolę. Śmierć poniósł też (mimo że Marcellus kazał go oszczędzić) Archimedes. 
Walki na Sycylii trwały do roku 210 p.n.e., kiedy to wyspa dostała się całkowicie pod panowanie Rzymu, stając się jego pierwszą zamorską prowincją.